# Anthene villosina
Anthene villosina är en fjärilsart som beskrevs av Hans Fruhstorfer 1923. Anthene villosina ingår i släktet Anthene och familjen juvelvingar. Inga underarter finns listade i Catalogue of Life.